# Jim McQuillan
Jim McQuillan (Dundalk, 3 december 1940) is een voormalig Iers darter die bij de WDF speelde.
McQuillan bereikte de laatste 16 van de World Professional Darts Championship 1979. Bij dit toernooi won hij van Murray Smith uit Nieuw-Zeeland en verloor hij van Jocky Wilson uit Schotland met 1-2.

## Resultaten op wereldkampioenschappen

### BDO
- 1979: Laatste 16 (verloren van Jocky Wilson 1-2)

### WDF
- 1977: Laatste 16 (verloren van Cliff Lazarenko)
- 1979: Laatste 16 (verloren van Conrad Daniels 2-4)
- 1981: Voorronde (verloren van Jerry Umberger)